# Der Mord ohne Täter
Der Mord ohne Täter ist ein 1920 entstandener deutscher Kriminal-Stummfilm von E. A. Dupont mit Hermann Vallentin, Hanni Weisse und Paul Richter in den Hauptrollen.

## Handlung
Die Geschichte spielt im Zeitungsmilieu der Vereinigten Staaten von Amerika. Nachdem ein Unschuldiger auf dem elektrischen Stuhl hingerichtet wird, beschließt Mr. Powell, Herausgeber der Zeitung „Die Menschheit“, seinen Lesern darzulegen, wie leicht man ihn die Mühlen der Justiz geraten und in der Todeszelle landen kann. Anhand eines fingierten „Mordes“ will er die Möglichkeit eines Justizirrtums darlegen. Mit seinem Angestellten, dem jungen Redakteur Murphy, ersinnt er einen Plan. Murphy, der in nächster Zeit abtauchen soll, wird darin das mutmaßliche Mordopfer geben, während ein junger Mann den vermuteten Täter spielen wird. Fingierte Indizien für die Bluttat sollen das angebliche Verbrechen untermauern. Der junge Mann, der in dieser Posse mit ernstem Hintergrund den angeblichen Täter spielen soll, ist der Kleingauner Bobby Stanley.
Tatsächlich läuft alles so, wie geplant. Stanley wird verhaftet, die Indizien sprechen gegen ihn, und es kommt zu einem Aufsehen erregenden Prozess, in dem Stanley zum Tode verurteilt wird. Jetzt wäre der Zeitpunkt, die gesamte Charade aufzulösen, doch plötzlich ist der „Ermordete“ wirklich tot: Man findet Murphys Leiche, er wurde erschossen. Murphys Verlobte Alice und Powells Geliebte Florence unternehmen alles, um Stanleys Unschuld zu beweisen, während sich Mr. Powell auffällig zurückhält. Er hat auch allen Grund dazu, denn dieser „Fake-Mord“ geht ganz auf sein Konto: Powell hatte vor einiger Zeit herausgefunden, dass Florence ihn mit Murphy betrog. Daraufhin ersann der Zeitungsverleger diese komplizierte Konstruktion, um seinen Nebenbuhler auf elegante Weise loszuwerden, ohne dass der Verdacht auf ihn fällt. Im letzten Augenblick legt der Zeitungsmogul ein Geständnis an, und Stanley wird vor der Hinrichtung bewahrt.

## Produktionsnotizen
Der Mord ohne Täter passierte am 28. Dezember 1920 die Filmzensur und erhielt Jugendverbot. Die Uraufführung fand am 7. Januar 1921 in zwei Berliner Lichtspieltheatern statt. Die Länge des Fünfakters betrug rund 1600 Meter.
Die Filmbauten entwarf Robert A. Dietrich.

## Kritik
Paimann’s Filmlisten resümierte: „Stoff sehr dramatisch, Spiel und Photos ausgezeichnet, Szenerie sehr gut.“